# Hans-Uwe Pilz
Hans-Uwe Pilz (Hohenstein-Ernstthal, 10 novembre 1958) è un allenatore di calcio ed ex calciatore tedesco orientale, dal 1990 tedesco, di ruolo libero.

## Carriera

### Club
Iniziò la carriera nel 1977 con il BSG Sachsenring Zwickau. Nel 1982 fu acquistato dalla Dinamo Dresda con cui giocò, fino al 1990, 192 partite di DDR-Oberliga andando a segno in 31 occasioni.
Crollato il muro di Berlino, assieme ai compagni di squadra Matthias Döschner e Andreas Trautmann, si trasferì al Fortuna Colonia, squadra di 2. Bundesliga. Dopo pochi mesi però Pilz ritornò alla Dinamo Dresda in Fußball-Bundesliga.
Nel 1995 passò allo Zwickau in 2. Bundesliga e nel 1997 si ritirò dal calcio giocato.

### Nazionale
Con la Germania Est collezionò 35 presenze. Debuttò l'8 settembre 1982 a Reykjavík contro l'Islanda (1-0), mentre giocò la ultima partita il 12 aprile 1989 a Magdeburgo contro la Turchia (0-2).

## Palmarès

### Giocatore

#### Club
- Campionato tedesco orientale: 2

Dinamo Dresda: 1988-1989, 1989-1990
- FDGB Pokal: 3

Dinamo Dresda: 1983-1984, 1984-1985, 1989-1990